# Bobines de Maxwell
Pour les articles homonymes, voir bobine.

Lignes de champ magnétique générées par une bobine de Maxwell

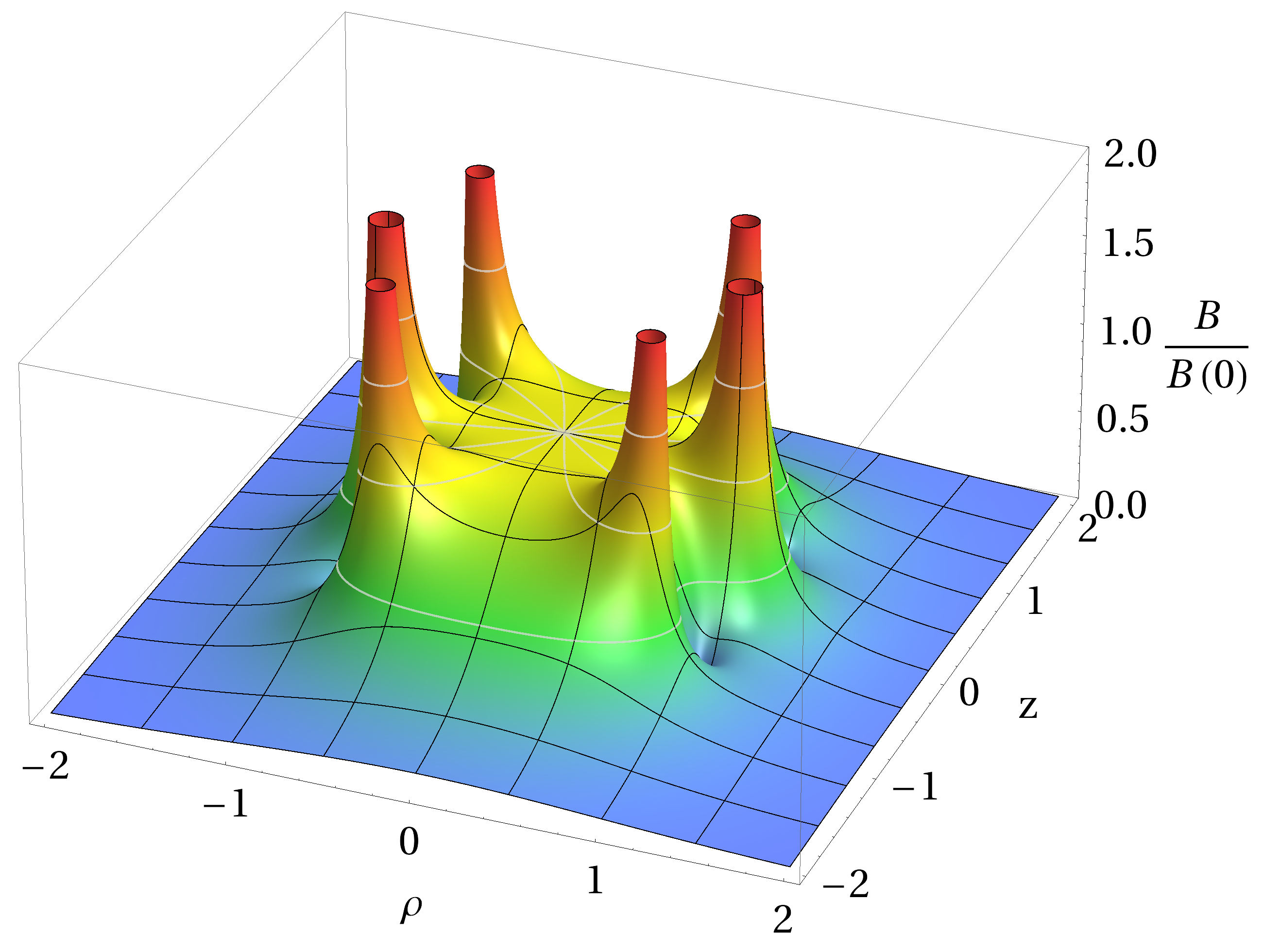
Norme du champ magnétique généré par bobine de Maxwell

Les bobines de Maxwell sont un dispositif permettant de produire un champ magnétique presque constant (ou à gradient constant) dans un volume important. Elles portent le nom du physicien écossais James Clerk Maxwell.
Les bobines de Maxwell sont une amélioration des bobines de Helmholtz. Elles permettent de produire un champ magnétique uniforme dans un volume plus important que celles-ci mais sont plus difficiles et coûteuses à fabriquer.

## Bobines de Maxwell à champ constant
Des bobines de Maxwell à champ constant sont constituées de trois bobines appartenant à une même sphère virtuelle. Selon la conception originale de 1873 de Maxwell, en notant {\displaystyle R} le rayon de la bobine centrale, les deux bobines extérieures doivent avoir un rayon de{\textstyle {\sqrt {\frac {4}{7}}}R}, et se situer à une distance {\textstyle {\sqrt {\frac {3}{7}}}R} du centre.
Maxwell a également spécifié que le rapport entre le nombre de tours de la bobine intérieure et celui des bobines extérieures devait être de {\displaystyle {\frac {64}{49}}}. Bien que Maxwell n'ait pas spécifiquement indiqué que le courant pour les bobines provenait de la même source, son travail décrivait spécifiquement la construction d'un galvanomètre sensible conçu pour détecter une seule source de courant.

## Bobines de Maxwell à gradient de champ
Des bobines de Maxwell à gradient de champ ont essentiellement la même géométrie que la configuration à champ constant ci-dessus, la bobine centrale étant supprimée pour ne laisser que les deux plus petites bobines. Si le courant parcourt chacune des bobines dans un sens opposé, un champ magnétique de gradient uniforme est produit près du centre du système. Maxwell propose l'utilisation de la configuration à 2 bobines pour générer d'une force uniforme sur une petite bobine de test. Des bobines de Maxwell de ce type sont similaires à des bobines de Helmholtz en configuration anti-Helmholtz  séparées d'une distance {\displaystyle {\sqrt {3}}R}.